# Павлетич, Влатко
Влатко Павлетич (хорв. Vlatko Pavletić; 2 декабря 1930 — 19 сентября 2007) — хорватский политический, государственный деятель, литературный критик и эссеист.

## Биография
Родился 2 декабря 1930 года в Загребе, королевство Югославия.
В 1955 году окончил факультет философии Загребского университета. В 1972 году 1,5 года находился в тюрьме по обвинению в антиправительственной пропаганде.
С 1990 по 1992 год являлся министром образования, культуры, технологий и спорта. В 1992 году избран в парламент, 28 ноября 1995 года занял пост спикера и занимал его до 2000 года.
26 ноября 1999 года тяжелобольной президент Туджман передал Павлетичу свои полномочия. После смерти Туджмана 10 декабря стал временно исполняющим обязанности президента, одновременно оставаясь председателем парламента до 2 февраля 2000 года, когда на этот пост и одновременно исполняющим обязанности президента был избран Златко Томчич.
В 2004 году отошёл от политики. Умер в Загребе.